# Úlpia Severina
Úlpia Severina, en llatí Ulpia Severina, fou una emperadriu romana, esposa d'Aurelià.
És coneguda per algunes medalles i per una inscripció que diu ULPIAE. SEVRINAE. AUG. COIUGI. D. N. INVICT. AURELIANI. AUG. Fora d'aquestes referències no és esmentada per cap autor i no es tenen detalls de la seva vida, excepte que per les monedes se sap que va sobreviure al seu marit i que es va fer càrrec de l'imperi fins que va accedir al tron Marc Claudi Tàcit.